# استان سارا
استان سارا (انگلیسی: Sara Province) یکی از استان‌های بولیوی در بولیوی است که در شهرستان سانتا کروز (بولیوی) واقع شده‌است.